# De Pitteurs

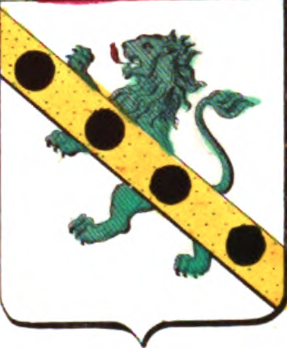
Wapen de Pitteurs de Budingen

De Pitteurs is een hoofdzakelijk Limburgs-Luikse familie van wie leden in de negentiende eeuw in de adel werden opgenomen.

## Geschiedenis
De familie de Pitteurs behoorde minstens van het begin van de achttiende eeuw tot de notabelen van Sint-Truiden. Henri-Bonaventure-Trudo de Pitteurs was er burgemeester en was tevens raadgever voor financies bij de prins-bisschop van Luik en bij het Hooggerechtshof in Luik.
Slechts één familielid liet zich onder het Verenigd Koninkrijk der Nederlanden in de adel opnemen. Het ging om Lambert-Trudo de Pitteurs de Budingen, die in 1816 adelserkenning verkreeg en in 1821 een erfelijke baronstitel. 
Een neef en drie achterneven van deze, lieten zich respectievelijk in 1871 en in 1876 in de adel opnemen, met een baronstitel en onder de naam de Pitteurs-Hiegaerts (soms ook Hiégaerts geschreven). 
Nog andere leden bleven buiten de adel, gewoon als de Pitteurs.
Verschillende leden van de familie speelden een rol in het openbare leven, als volksvertegenwoordiger, senator, gouverneur, diplomaat, burgemeester, schepen, hoger ambtenaar of arrondissementscommissaris.
Door gebrek aan mannelijke gehuwde afstammelingen is de adellijke familie de Pitteurs op de weg naar de uitdoving.

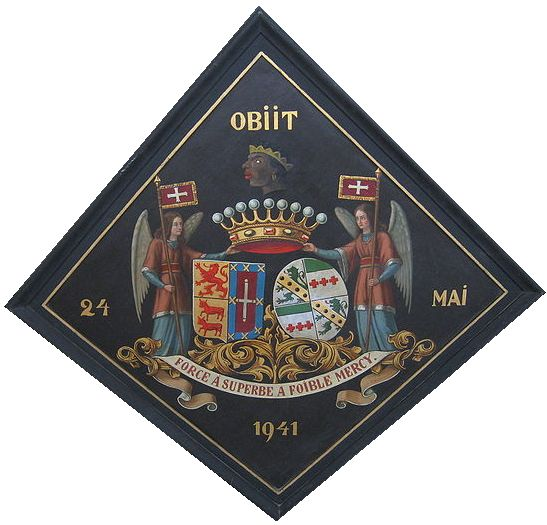
Rouwbord barones Leonie Mathilde de Pitteurs-Hiegaerts, met gedeeltelijk wapenschild de Pitteurs

## Genealogie
- Trudo-Balthazar de Pitteurs (1706-1788), x Marie Catherine Kenor (ca. 1720-1806).
  - Marie de Pitteurs (1742-1812), x Jean-François Wouters (1735-1785).
  - Baron Lambert-Trudo de Pitteurs de Budingen (1753-1828), x Marie-Caroline de Velpen dit Everaerts (1758-1809). Adel in 1816, baronstitel in 1821. Hij was licentiaat in de rechten, advocaat, schepen van Sint-Truiden, lid van de Provinciale Staten van Limburg, lid van de Tweede Kamer der Staten-Generaal en burgemeester van Roost-Krenwik.
    - Lambert-Trudo-Michiel de Pitteurs de Budingen (1777-1813), x Pauline de Baré de Comogne (1781-1837).
      - Baron Gustave de Pitteurs de Budingen (1809-1881), x Charlotte de Cartier d'Yves (1817-1882). Hij was bestuurder van de Koolmijnen van Herve en de Molens van Marchienne-au-Pont.
        - Baron Léon de Pitteurs de Budingen (1845-1913), bankier, burgemeester van Warisoulx en Villers-lez-Heest en senator, x Hortense de Terwangne (1850-1921).
          - Baron Hermann de Pitteurs de Budingen (1874-1948), burgemeester van Villers-lez-Heest, x Laure Simonis (1879-1964).
            - Anne-Marie de Pitteurs de Budingen (1908-1964), x graaf Gérard d'Ursel (1907-1945).
            - Baron Henri de Pitteurs de Budingen (1918-1998), burgemeester van Villers-lez-Heest, x barones Rose-Marie de Furstenberg (1931).

        - Marie de Pitteurs de Budingen (1848-1914), x Ernest de Paul de Barchifontaine (1814-1918).
        - Louise de Pitteurs de Budingen (1854-1877), x Léon Charles de Harven (1838-1915).

      - Émilie de Pitteurs (1811_1883), x jhr. Joseph Ghislain de Cartier (1799-1844).
      - Adèle de Pitteurs (1813-1880), x Emmanuel de Gaiffier (1806-1882).

  - Jean-Théodore de Pitteurs (1755-1807), burgemeester van Sint-Truiden en lid van de departementsraad van Nedermaas, x Christine Colen (circa 1770-1798).
    - Baron Antoine de Pitteurs-Hiegaerts (1795-1874), x Laure de Pitteurs (1803-1838). Adel in 1871.
      - Barones Léonie de Pitteurs-Hiegaerts (1825-1898), x baron Hyacinthe de Bonhome (1810-1891)
      - Baron Edmond de Pitteurs-Hiegaerts (1831-1896), diplomaat, x gravin Mathilde d'Arschot-Schoonhoven (1841-1874), xx barones Maria-Feodorovna de Tzernichoff.
        - Baron Théodore de Pitteurs-Hiegaerts (1872-1904), diplomaat.
        - Barones Mathilde de Pitteurs-Hiegaert (1874-1941), x Jean d'Irumberry de Salaberry (1868-1935).

      - Baron Henri de Pitteurs-Hiegaerts (1834-1917), provincieraadslid van Limburg, gemeenteraadslid van Sint-Truiden, volksvertegenwoordiger en gouverneur van Limburg x Sophie de Pitteurs-Hiegaerts (1832-1859), xx barones Eulalie Snoy (1851-1914).
      - Barones Laure de Pitteurs-Hiegaerts (1838-1906), x baron Ernest de Pitteurs-Hiegaerts (1835-1903).

    - Charles de Pitteurs-Hiegaerts (1797-1863), burgemeester van Ordingen, provincieraadslid van Limburg en volksvertegenwoordiger, x Marie-Henriette van Houtem (1802-1841).
      - Charles de Pitteurs-Hiegaerts (1829-1924), burgemeester van Zepperen, x Félicie Loyaerts.
        - Alice de Pitteurs-Hiegaerts (1856-1946), x baron Ferdinand de Macar (1856-1947).

      - Sophie de Pitteurs-Hiegaerts (1832-1859), x baron Henri de Pitteurs-Hiegaerts (1834-1917).
      - Baron Léon de Pitteurs-Hiegaerts (1833-1902), burgemeester van Ordingen, x Isabelle de Cartier d'Yves (1853-1932). Adel in 1876.
        - Barones Gabrielle de Pitteurs-Hiegaerts (1898-1954), x Raymond de Meeûs d'Argenteuil (1893-1964).
        - Baron Gérard de Pitteurs-Hiegaerts (1899-1980), x Marie-Antoinette de Wolff de Moorsel (1920-2003).

      - Baron Ernest de Pitteurs-Hiegaerts (1835-1903), burgemeester van Brustem en kunsteverzamelaar, x barones Laure de Pitteurs-Hiegaerts (1838-1906). Adel in 1876.
      - Baron Armand de Pitteurs-Hiegaerts (1837-1924), burgemeester van Rijkel en senator, x Marie-Louise Valleteau de Chabrefy (1844-1922). Adel in 1876.
        - Barones Jeanne de Pitteurs-Hiegaerts (1871-1939), x baron Armand del Marmol (1871-1961).
        - Barones Mathilde de Pitteurs-Hiegaerts (1874-1941), x Jean d'Irumberry de Salaberry (1868-1935).
        - Baron Adrien de Pitteurs de Budingen (1875-1948), x barones Isabelle de Bonhome (1885-1954).

    - Joséphine de Pitteurs-Hiegaerts (1798-1849), x graaf Henri-Louis-Marie d'Astier de Lumay (1784-1828).

  - Marie-Anne de Pitteurs (1757), x baron Eugène Augustin de Waha Baillonville (1769-1821).
  - Henri Bonaventure Trudo de Pitteurs (1762-1853), x Marie Catherine Louvat.
    - Laure de Pitteurs (1803-1838), x baron Antoine de Pitteurs-Hiegaerts (1795-1874).
    - Henri de Pitteurs (1806-1859), volksvertegenwoordiger, x Celine Magnin.
    - Hortense de Pitteurs (1807-1892), x jhr. Louis Libert de Villers de Pité (1803-1889).